# شوكت عزيز
شوكت عزيز (بالأردية: شوكت عزيز) (6 مارس 1949 -) ولد في كراتشي، الباكستان هو رئيس الوزراء الأسبق ووزير المالية لباكستان. أصبح وزير المالية في تشرين الثاني / نوفمبر 1999 وكان قد عينه الرئيس مشرف لمنصب رئيس الوزراء بعد استقالة ظفر الله خان جمالى في 6 حزيران / يونيو، 2004. أصبح رئيس الوزراء في 28 اب / أغسطس، 2004

## محاولة الاغتيال
تعرض شوكت عزيز لمحاولة اغتياله في 29 يوليو 2004 في مدينة فتح جنك نجا منها

## وصلات خارجية
- شوكت عزيز على موقع مونزينجر (الألمانية)
- شوكت عزيز على موقع إن إن دي بي (الإنجليزية)